# صموئيل أ. كوك
صموئيل أ. كوك هو سياسي أمريكي، ولد في 28 يناير 1849 في أونتاريو في كندا، وتوفي في 4 أبريل 1918 في نيناه في الولايات المتحدة. نشط حزبياً في الحزب الجمهوري. وقد انتخب عضو جمعية ولاية ويسكونسن ‏ وانتخب عضو مجلس النواب الأمريكي ‏.